# Gouvernement Semipalatinsk
Het gouvernement Semipalatinsk  (Russisch: Семипалатинская губерния, Semipalatinskaja goebernija) was een gouvernement (goebernija) binnen de Russische Socialistische Federatieve Sovjetrepubliek. Het gouvernement bestond van 6 november 1920 tot 1928. Het gouvernement ontstond uit de oblast Semipalatinsk van het Keizerrijk Rusland en had vier oejazden: Zaitsan, Kotlina, Semej en Oest-Kamenogorsk. In 1921 werd het oejazd Boechtarmal van het gouvernement Altaj aan het gouvernement toegevoegd. Het oejazd Pavlodar van het gouvernement Omsk werd aan het gebied van het gouvernement toegevoegd. Op 17 januari 1928 werd het gebied verdeeld tussen okroeg Pavlodar, okroeg Semalpatins en okroeg Syr Darja van de Kazachse Autonome Socialistische Sovjetrepubliek. De hoofdstad was Semipalatinsk.